# Walter Andre
Walt(h)er Andre (* 20. Oktober 1902 in Braunau am Inn, Österreich-Ungarn; † 27. August 1970 in Möckmühl, Deutschland) war ein österreichisch-deutscher Bildhauer.

## Leben und Werk
Walter Andre wurde am 20. Oktober 1902 als uneheliches Kind der Schneidermeisterstochter Aloisa Andre in Braunau am Inn geboren und am 23. Oktober 1902 auf den Namen Walter getauft.
Andre absolvierte von 1926 bis 1928 eine Ausbildung an der Gewerbeschule in Innsbruck. Von 1928 bis 1934 studierte er an der Stuttgarter Akademie bei Ludwig Habich. 1932 beteiligte sich Andre an den Ausstellungen der Juryfreien Künstlervereinigung Stuttgart und der Stuttgarter Sezession. Bis 1933 war er Mitglied der Secession Innsbruck und des Neuen Bundes Innsbruck. Von 1936 bis 1940 hatte Andre einen Lehrauftrag an der Kunstgewerbeschule Weimar inne. Ab 1941 war er Leiter dieser Kunstgewerbeschule. Bis 1963 lebte Andre als freischaffender Künstler in Weimar. Danach war er zunächst in Innsbruck und später in Möckmühl ansässig.
Andre war 1944 auf der Großen Deutschen Kunstausstellung in München mit zwei Werken und 1958/1959 auf der Vierten Deutschen Kunstausstellung in Dresden vertreten.
Am Haupteingang des Friedhofs in Möckmühl steht der von Andre geschaffene Grabstein des Arztes Dr. Franz Zorn (1873–1931), der den Kopf des Verstorbenen darstellt. Auf diesem Friedhof befindet sich auch das von Andre geschaffene Ehrenmal für die Gefallenen des Ersten und Zweiten Weltkrieges. Der Bildhauer habe in einer ersten Fassung die Skulptur in gebeugter Haltung dargestellt. Er musste diese Haltung wohl dann nach Maßgabe des Auftraggebers gemäß dem Motto „Ein deutscher Soldat wird aufrecht dargestellt.“ korrigieren.

## Werke (Auswahl)
- Malerin Fräulein K. (Büste; ausgestellt 1944 auf der Großen Deutschen Kunstausstellung in München)
- Nymphe (Statue; ausgestellt 1944 auf der Großen Deutschen Kunstausstellung in München)
- Rufende (Statue, Gips, getönt; ausgestellt 1958/1959 auf der Vierten Deutschen Kunstausstellung)